# Pchu I
Pchu I (také Pchu-i; čínsky celým jménem: 愛新覺羅·溥儀, pinyin: Àixīn Juéluó Pǔ Yí, český přepis: Aj-sin Ťüe-luo Pchu I; 7. února 1906, Peking – 17. října 1967, Peking), člen vládnoucího mandžuského rodu Aisin Gioro, byl posledním čínským císařem mandžuské dynastie Čching a posledním čínským císařem vůbec. V letech 1932–1945 byl formální hlavou japonského loutkového státu Mandžukuo. Jako čínský císař vládl pod jménem Süan-tchung (Xuantong).
O jeho životě byl roku 1987 natočen Bernardem Bertoluccim životopisný film. Snímek s titulem Poslední císař zaznamenal velký úspěch a získal celkem 9 oscarů.

## Život

### Dětství
Narodil se v roce 1906 jako syn prince Čchuna (醇親王, vlastním jménem Caj-feng 载沣). Na trůn nastoupil v necelých třech letech několik dní po smrti faktické vládkyně Číny – císařovny vdovy Cch'-si (慈禧; vládla v letech 1861–1908). Korunován císařem byl 2. prosince 1908 v Síni Nejvyšší harmonie v Zakázaném městě. Půdu Zakázaného města pak až do svých 18 let nikdy neopustil.
Slabá regentská vláda a další dětský císař ale posléze nedokázali zabránit rozbíhajícímu se čínskému revolučnímu hnutí. Po vypuknutí Sinchajské revoluce (辛亥革命) a zradě Jüan Š'-kchaje (袁世凱) byl Pchu I 12. února 1912 sesazen. V červenci 1917, po porážce vojsk prezidenta Li Jüan-chunga generálem Čang Sünem, byl podruhé korunován čínským císařem, avšak toto císařství nepřežilo ani dva týdny.

### Opuštění Zakázaného města
Velkou ránou v Pchu Iho životě se stala smrt jeho matky v roce 1921, když podstoupila opiovou sebevraždu. V Zakázaném městě směl žít a pobírat vládní penzi 4 miliony jüanů ročně až do roku 1924. Rok nato bylo otevřeno jako Palácové muzeum veřejnosti. Po odchodu ze Zakázaného města se dostal do finančních potíží, které řešil prodejem cenných sbírkových předmětů. Se svou manželkou a císařovnou Wan Žung (婉容) a druhou ženou Wen Siou (文繡) se usadil v japonské koncesi v Tchien-ťinu.

### Císař Mančukuo a vězeň

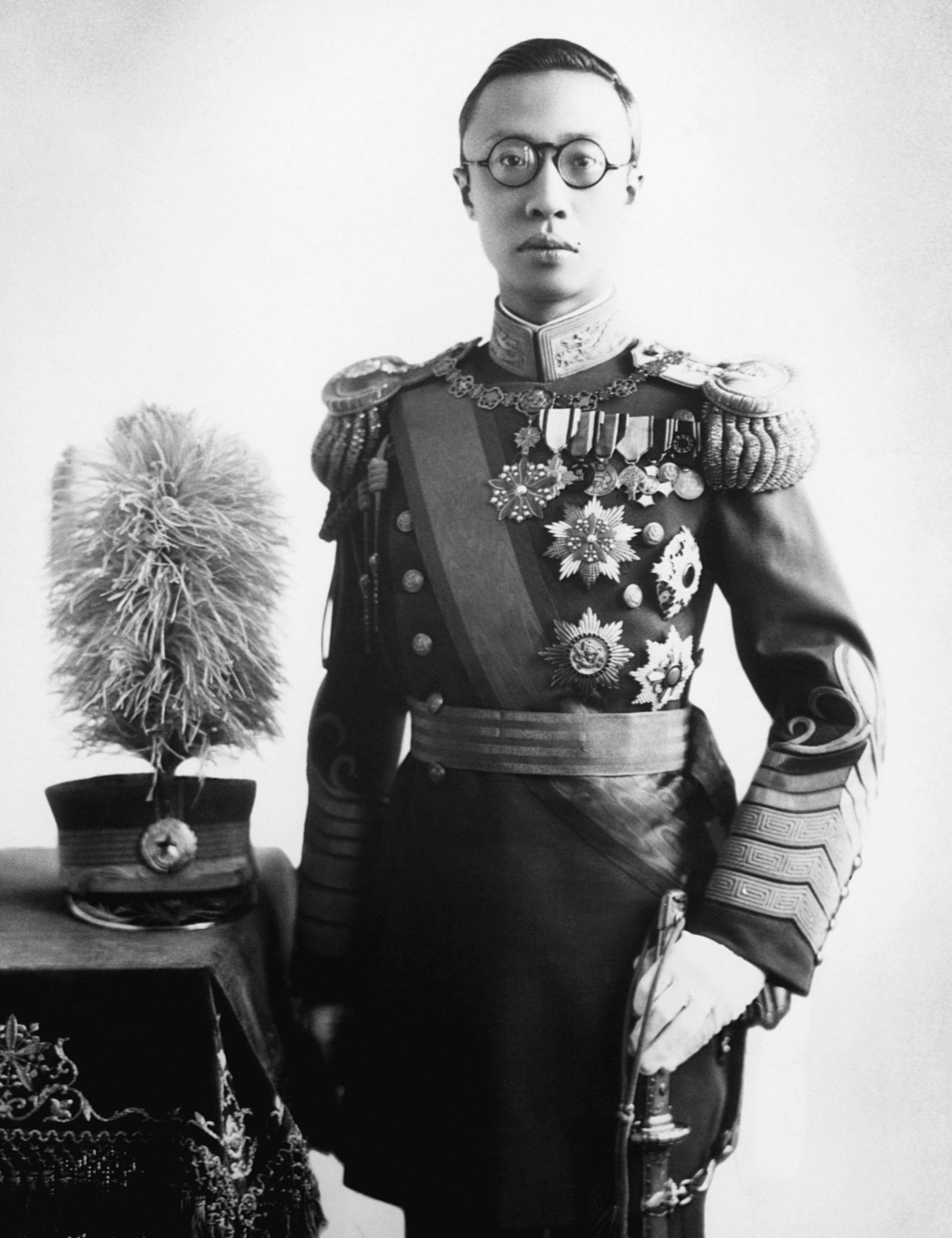
Pchu I jako vládce Mančukua.

Po japonské invazi do Mandžuska a vytvoření loutkového státu Mandžukuo se stal v roce 1932 formální hlavou tamního režimu. V závěru 2. světové války byl zajat sovětskou armádou a deportován do Sovětského svazu. Jako válečný zločinec pak stanul také před Tokijským tribunálem. V roce 1950, rok po vyhlášení Čínské lidové republiky, byl vydán zpět do Číny. Dalších 9 let strávil v nápravném zařízení ve Fu-šunu v provincii Liao-ning (jako vězeň číslo 981). V roce 1964 byla vydána jeho autobiografie. Po propuštění pracoval jako zahradník v Pekingské botanické zahradě a později jako archivář na univerzitě v Pekingu. Zemřel v roce 1967 ve věku 61 let na rakovinu ledvin. Byl pochován na obyčejném hřbitově jako řadový občan. V roce 1995 vdova po Pchuim vykoupila urnu s jeho ostatky a nechala mu postavit hrobku u areálu pohřebiště čínských císařů, kde jsou pohřbeni 4 z 9 předcházejících císařů dynastie, dokončena byla v roce 1996, kdy do ní byla uložena urna.